# Minako Taki
Minako Taki was een schaatsster uit Japan. 
Haar laatste wedstrijd was 2 februari 1936.

## Resultaten

### Wereldkampioenschappen
| Jaar | Jaar     | Plaats    | Resultaten  | Resultaten                             |
| ---- | -------- | --------- | ----------- | -------------------------------------- |
| 1936 | Allround | Stockholm | 4e Allround | 2e 500 m 6e 1000 m 6e 1500 m 6e 3000 m |

### Japanse kampioenschappen
| Jaar | Resultaten |
| ---- | ---------- |
| 1934 | Allround   |
| 1935 | Allround   |

## Persoonlijke records
| Afstand    | Tijd     | Datum           | Baan      |
| ---------- | -------- | --------------- | --------- |
| 500 meter  | 52,50    | 18 januari 1936 | Oslo      |
| 1000 meter | 1.51,90  | 18 januari 1936 | Oslo      |
| 1500 meter | 2.55,70  | 18 januari 1936 | Oslo      |
| 3000 meter | 6.22,90  | 1 februari 1936 | Stockholm |
| 5000 meter | 10.44,20 | 1 februari 1936 | Stockholm |